# Noel Counihan
Noel Counihan (né le 4 octobre 1913 dans la banlieue de Melbourne – mort le 5 juillet 1986 à Melbourne) est un peintre australien. Proche du Parti communiste australien, il peignait des œuvres se caractérisant par leur réalisme social.